# Horse Heaven (Washington)
Horse Heaven (korábban Bedrock Springs) az Amerikai Egyesült Államok északnyugati részén, Washington állam Benton megyéjében elhelyezkedő önkormányzat nélküli település.
Névadója a James Gordon Kinney által elkeresztelt, egykor vadlovak által benépesített Horse Heaven-domb. A posta 1903 és 1932 között működött.

## Fordítás
- Ez a szócikk részben vagy egészben  a   Horse Heaven, Washington című angol Wikipédia-szócikk ezen változatának fordításán alapul.  Az eredeti cikk szerkesztőit annak laptörténete sorolja fel. Ez a jelzés csupán a megfogalmazás eredetét és a szerzői jogokat jelzi, nem szolgál a cikkben szereplő információk forrásmegjelöléseként.